# هت‌تریک

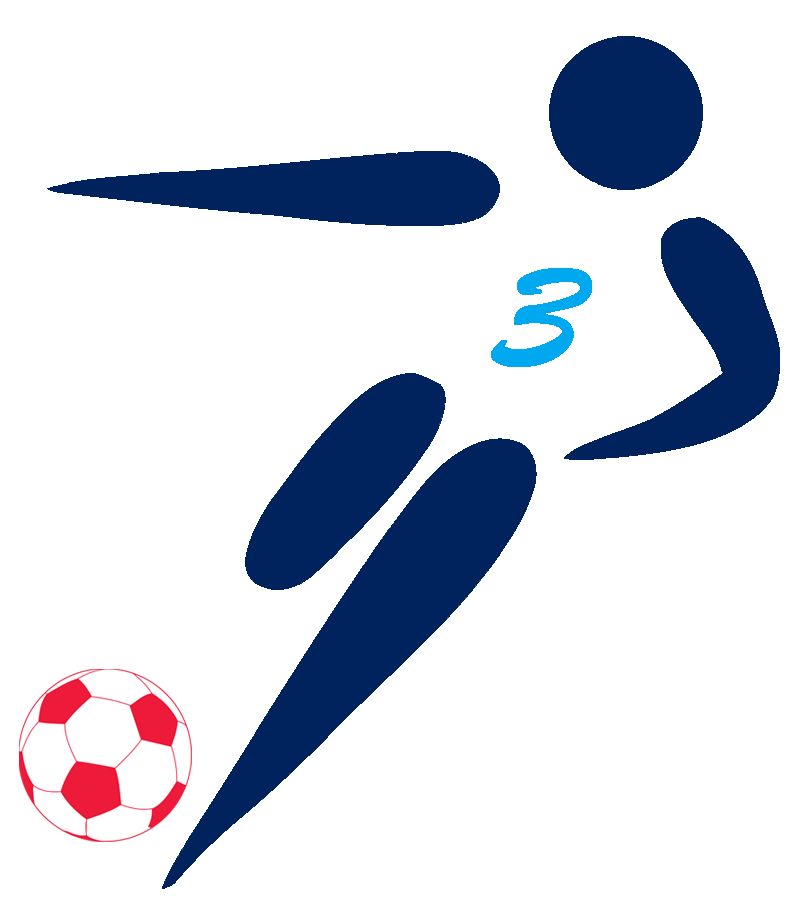
هت تریک

هتریک (انگلیسی: Hat-trick) یک اصطلاح ورزشی است که به ثبتِ ۳ بار پیاپی یک کار برجسته در یک مسابقه گفته می‌شود.

## استفاده
این واژه نخستین بار در ورزش کریکت، برای توصیف بازی‌ خوب اچ‌اچ استفنسن، بازیکن انگلیسی در سال ۱۸۵۸ به کار رفت.

### فوتبال
زمانی که یک بازیکن می‌تواند در طول ۹۰ دقیقه بازی سه گل به ثمر برساند به اصطلاح فوتبالی هت تریک کرده‌است. هتریک در فوتبال یکی از پرکاربردترین اصطلاحات بازی‌های حساس و حرفه‌ای فوتبال است که شاید بازیکنان خط حمله، بیشتر قدرت خود را در هتریک نمایش داده‌اند و هتریک کریستیانو رونالدو، هتریک لیونل مسی و گلزنان برتر مطرح‌ترین تیم‌ها و باشگاه‌های فوتبال بارها و بارها شنیده شده‌است.

#### در جام جهانی
در تاریخ بازی‌های جام جهانی فوتبال، ۴۸ هت تریک صورت گرفته که از این بین، تنها چهار بازیکن موفق شده‌اند دو بار در جام جهانی هت تریک کنند.
- ساندرو کوسیچ از مجارستان، در جام جهانی ۱۹۵۴، ژوست فونتین فرانسوی در جام جهانی ۱۹۵۸، گرد مولر آلمانی در جام جهانی ۱۹۷۰، گابریل باتیستوتا آرژانتینی در دو جام جهانی ۱۹۹۴ و ۱۹۹۸ رکورددار هت تریک با دو هت تریک هستند.
- ساندرو کوسیچ مجاری و گرد مولر آلمانی در دو دیدار متوالی جام جهانی هت تریک کردند.
- لازیو کیس مجاری در عرض هفت دقیقه در برابر ال سالوادور در جام جهانی ۱۹۸۲ سریع‌ترین هت تریک را رقم زد.
- مارکوس کال کلمبیایی تمامی گل‌های هت تریک را از روی ضربه آزاد در جام جهانی ۱۹۶۲ برابر شوروی سابق به ثمر رساند.